# Вељко Губерина
Вељко Губерина (Вргинмост, 9. септембар 1925 – Београд, 31. децембар 2015) био је српски адвокат.

## Биографија
Рођен је 9. септембра 1925. године у Вргинмосту, на Кордуну, од оца Николе и мајке Миле. До 1941. године, живео је у Карловцу, где је завршио српску основну школу „Свети Сава“ и пет разреда гимназије. Јула месеца 1941. године, био је принуђен да са породицом пребегне у Србију, тачније у Јагодину, где је за време немачке окупације живео са мајком и сестром. Десет чланова мајчине породице побиле су усташе у глинској цркви.
Године 1944. завршио је у Јагодини гимназију да би у пролеће 1945. године прешао у Београд, где је 28. августа 1945. године, ухапшен и осуђен на три године затвора због „деловања против народа и државе”, јер су код њега пронађени леци у којима се описује оставка Милана Грола. Казну је извршавао у КПД Ниш, одакле је пуштен маја 1947. године (2009. је рехабилитован). Запослио се у Београду, где је живео са мајком. Пошто се није могао уписати на факултет у Београду — јер „није био подобан”, одлучио је да упише и заврши Правни факултет у Љубљани, као ванредни студент, дипломирајући 1951. године. После одслужења војног рока, 1953. године, започео је рад као адвокатски приправник код адвоката Милана Тадића и у Окружном суду у Београду. Адвокатску канцеларију отворио је у Београду, 1956. у Улици кнеза Милоша.
Како је за време стажирања у Окружном суду био запажен као вредан, радан и амбициозан, почео је добијати одбране по службеној дужности из области младалачке делинквенције.
Синод Српске православне цркве одликовао га је 1997. Орденом Светог Саве првог степена, а 2002. председник СРЈ одликовао га је Орденом рада. Био је кандидат за дописног члана САНУ на Изборној скупштини 2006. године. За почасног члана Удружења књижевника Србије је изабран 2011. Од Адвокатске коморе Србије добио је 2012. Златну плакету за животно дело, за допринос унапређењу адвокатуре и њеној афирмацији у јавности.
Био је бранилац оптужених за убиство у 700 предмета и успео је да својим знањем и адвокатском вештином ослободи 51 брањеника. Током више од 50 година активног бављења адвокатуром, Вељко Губерина се бавио кривичним правом. Још много пре данашњих реформатора, успео је да измени кривични поступак у корист окривљених и допринео је укидању вербалног деликта. Као енергични присталица укидања смртне казне, био је један од оснивача "Удружења за борбу против смртне казне" 1981. године.
Кратко је ушао у политику крајем 1980-их година и био председник Народне радикалне странке обновљене 1990. године, мање од годину дана. Фебруара 1991. године престаје да се бави политиком и наставља рад као адвокат. У то време потпредседник странке био је Томислав Николић.
Преминуо је у Београду 31. децембра 2015. године у 91. години живота.

## Дела
- Жалба Врховном суду Југославије: случај Точиловац, (1970)
- Бранио сам, Самостално ауторско издање, Београд (1977, 1983, 1999)
- То сам рекао, Београд (1991, 1993)
- Бранио сам… 2: суђења која су узбуркала јавност, Југоштампа, Београд (1980)
- Бранио сам… 3, Београд (1983)
- Бранио сам… 4: убиство турског амбасадора , Београд (1995)
- Бранио сам… 5, Београд (1999)
- Реаговања, Књига, Београд (1997)
- Историја југословенске адвокатуре, Књ 1-3, Савез адвокатских комора Југославије, Београд (1998, 2002)
- Један дан до живота,
- Путевима правде,
- Сведок историје,
- Сведок историје, Књ. 2, Књига, Војна штампарија, Београд (2004)
- Сведок историје, Књ. 3, (2004)
- Сведок историје, Књ. 4, Беосинг, Београд (2004)
- Сведок историје, Књ. 5, Графопак, Сопот (2005)
- Сведок историје, Књ. 8, Београд (2006)
- Сведок историје, Књ. 9, Будућност, Нови Сад (2004)